# Canthochilum mimicum
Canthochilum mimicum är en skalbaggsart som beskrevs av T. Keith Philips och Ivie 2008. Canthochilum mimicum ingår i släktet Canthochilum och familjen bladhorningar. Inga underarter finns listade.